# Il mercato romano degli schiavi
Il mercato romano degli schiavi (Marché romain aux esclaves) è un dipinto a olio su tela del pittore francese Jean-Léon Gérôme, realizzato nel 1884 circa. Il quadro oggi è conservato al Walters Art Museum di Baltimora.

## Storia

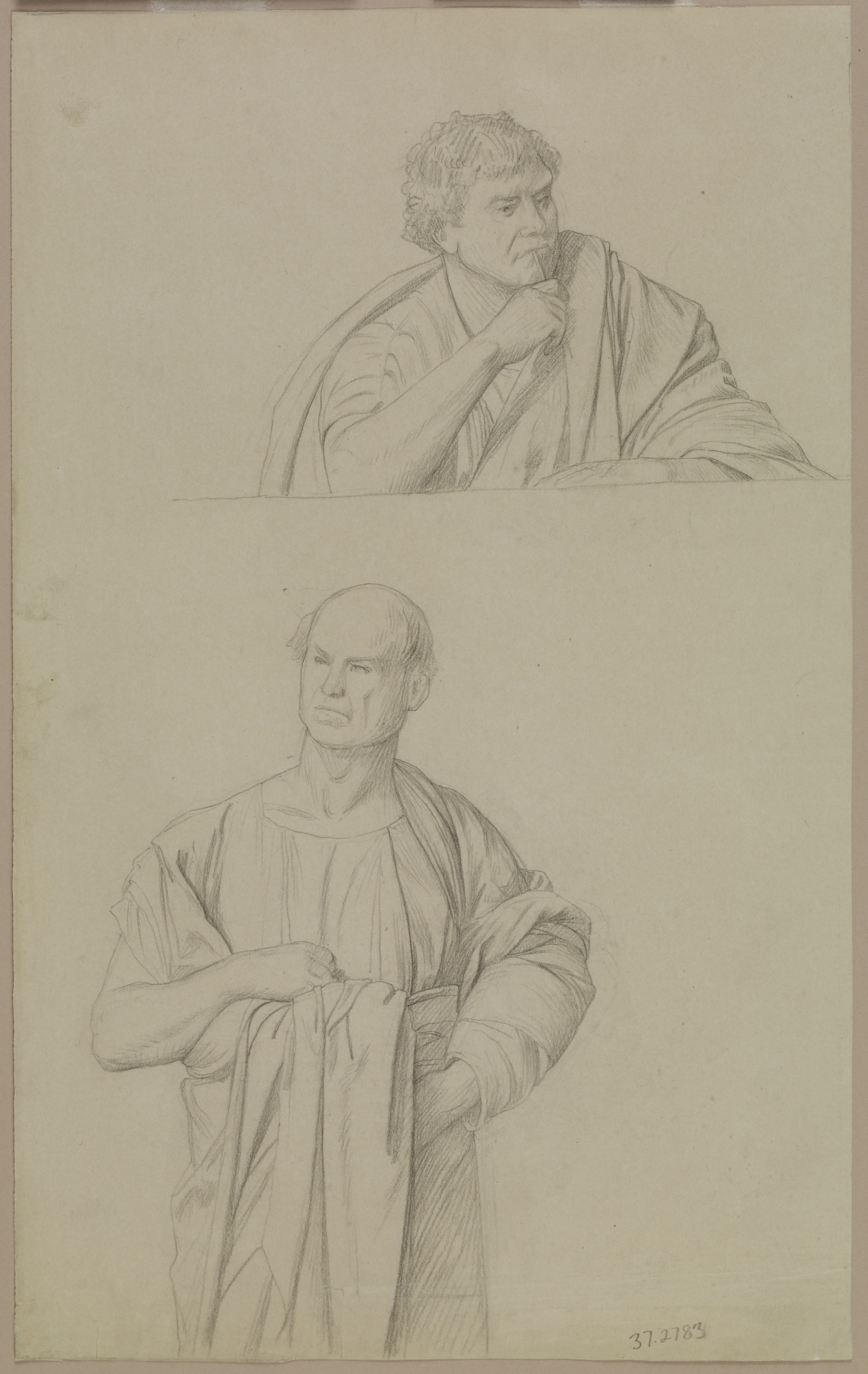
Un abbozzo per due personaggi del dipinto, oggi al Walters Art Museum.

L'opera venne dipinta nel 1884 assieme ad un altro dipinto raffigurante un mercato di schiavi, ovvero Vendita di una schiava romana, oggi conservato a San Pietroburgo. Nel 1917, il dipinto, accreditato come Sale of Circassian Slave (in inglese: "Vendita di una schiava circassa"), venne acquistato dal filantropo statunitense Henry Walters. Nel 1931 venne quindi ereditato dal museo d'arte baltimoriano.

## Descrizione
Il quadro è ambientato in un mercato di schiavi nell'antica Roma. Sulla pedana si trova una donna vista di spalle che è stata appena spogliata del suo vestito, il quale giace ai suoi piedi. La donna cerca di nascondere il volto tra le braccia (in una posa molto simile all'etera Frine nel dipinto Frine davanti all'Areopago dello stesso artista) mentre viene esposta alla folla di acquirenti, che cominciano a esaminarla e ad offrire le prime cifre per comprarla. Alla sinistra della donna sono presenti il commerciante di schiavi che la sta vendendo ed un ragazzo seduto per terra, avvolto in un abito nero (forse uno schiavo in vendita anche lui).
Lo sfondo presenta dei colori più scuri, mentre i personaggi in primo piano, escludendo il giovane in basso a sinistra, sono più colorati: in particolare, il corpo rosato della schiava viene messo in risalto dallo sfondo nero-violaceo.
La schiavitù e i mercati di schiavi furono un vero e proprio tema artistico dell'Ottocento e, durante la sua carriera, Gérôme  realizzò almeno sei dipinti aventi come tema la schiavitù, ambientati nell'antica Roma o nel mondo arabo. Questo dipinto è drammatico in quanto mostra la crudeltà dello schiavismo nell'antica Roma, ma è anche particolarmente sensuale per il nudo estetico della schiava.